# Khách sạn Caravelle Sài Gòn

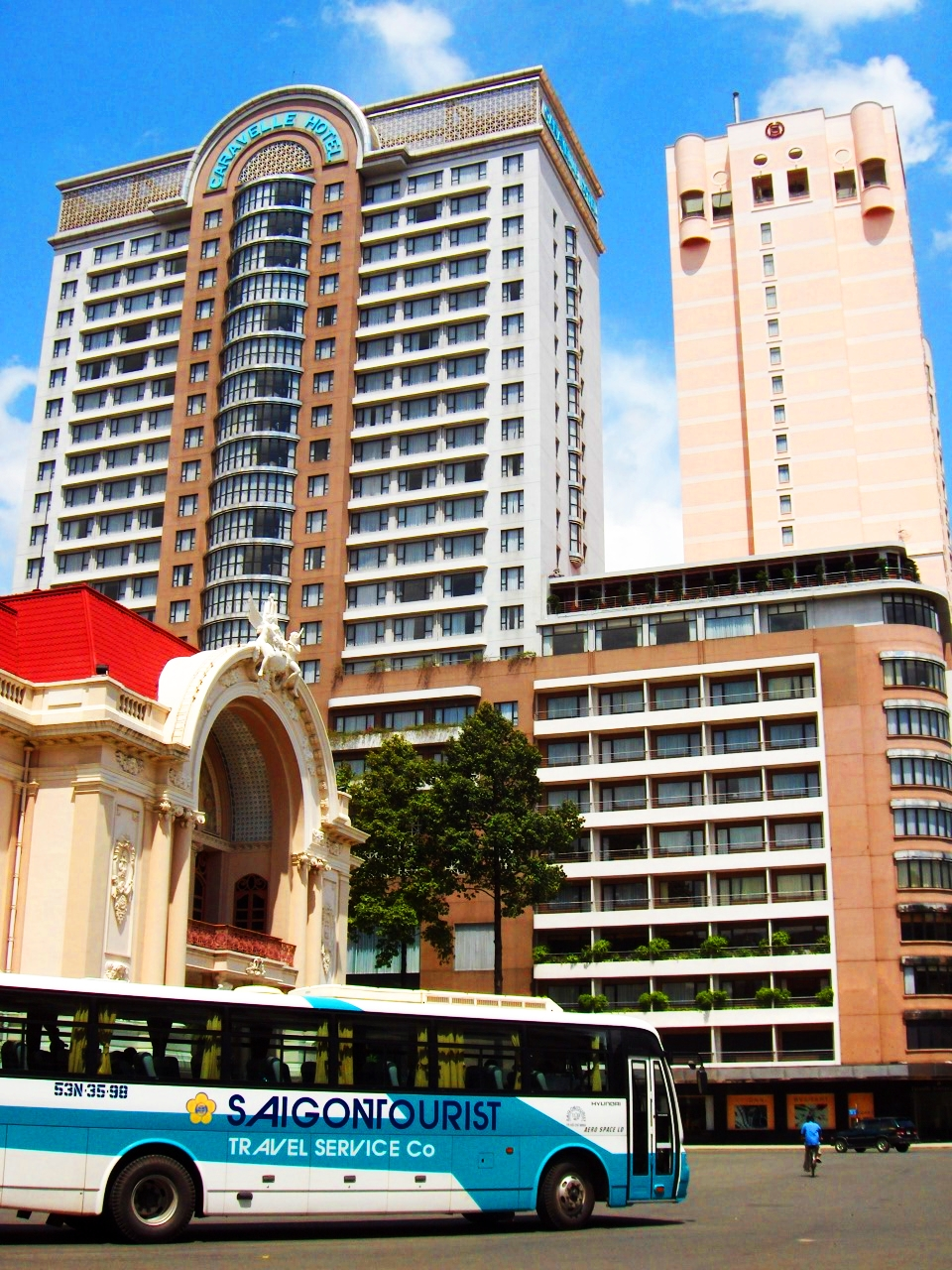
Mặt tiền Khách sạn Caravelle. Tòa nhà 10 tầng nguyên thủy bên phải; phần khuếch trương năm 1998 24 tầng bên trái

Khách sạn Caravelle Sai Gon là một khách sạn 5 sao nằm ở số 19 Công trường Lam Sơn, Phường Bến Nghé, Quận 1, Thành phố Hồ Chí Minh.

## Lịch sử
Địa điểm nguyên thủy của Khách sạn Caravelle vào thời Pháp thuộc là quán Grand Cafe de la Terrasse, một trong những quán cà phê đầu tiên và nổi tiếng của Sài Gòn từ cuối thế kỷ XIX. Còn công trình như hiện nay bắt đầu xây năm 1957, được khai trương vào đêm vọng Lễ Giáng Sinh năm 1959. Khách sạn Caravelle lúc bấy giờ là tòa nhà hiện đại và cao nhất Sài Gòn, giá một đêm là 17 Mỹ kim; lầu thứ 8 có quán Jerome có thang máy, máy lạnh, nước nóng, điện thoại. Vì lý do an ninh, cửa kính dùng loại kính chống đạn. Với địa điểm thuận lợi giữa thành phố cùng đầy đủ tiện nghi nên chính phủ New Zealand, và Úc đã từng mướn một căn trong tòa cao ốc làm đại sứ quán. Caravelle trong thời chiến còn là nơi nhóm họp của các ký giả kỳ cựu quốc tế vì trên sân thượng tầng thứ 10 có thể phóng tầm mắt nhìn bao quát cả thành phố Sài Gòn lúc bấy giờ. Các hãng truyền hình Hoa Kỳ CBS và ABC cũng như nhật báo New York Times đều đặt trụ sở ở đây.
Khách sạn Caravelle cũng là địa điểm họp mặt của nhóm trí thức và chính khách thời Đệ Nhất Cộng hòa khi họ soạn thỉnh nguyện thư đòi Tổng thống Ngô Đình Diệm cải tổ chính trị để mở rộng nền dân chủ. Bản văn kiện đó được công bố rộng rãi năm 1960, tác động nhiều đến chính trường Miền Nam. Nhóm người đó sau được gọi chung là Nhóm Caravelle.
Ngày 25 Tháng 8, 1964 Khách sạn Caravelle lại được nhắc đến khi bị các chiến sĩ Biệt động Sài Gòn đặt bom ở tầng thứ năm gây thiệt hại nặng.
Với vị trí trung tâm quay ra Công trường Lam Sơn và Nhà hát thành phố, Caravelle từng tiếp đón nhiều nhân vật danh tiếng khi họ đến Việt Nam như Tổng thống Bill Clinton, diễn viên Brendan Fraser và Michael Caine, nhà thiết kế thời trang Pierre Cardin.

## Kiến trúc
Công trình kiến trúc nguyên thủy của thập niên 1950 gồm cao ốc chín tầng (10 tầng kể cả sân thượng) và một tòa nhà kế bên năm tầng, chủ yếu là nhà phụ thuộc chứa các thiết bị máy móc cho cao ốc chính. Tầng trệt cao ốc chính có sảnh chờ của khách sạn và văn phòng thương mại của hãng Air France.
Phía dưới là nhà hầm. Tầng hai đến tầng sáu là khách sạn, mỗi tầng 13 căn, tổng cộng là 43 căn. Tầng bảy là đại sứ quán của Úc. Tầng tám và chín là nhà hàng. Trên cùng là sân thượng (tầng 10).

## Chủ sở hữu
Vào giữa thế kỷ XX thời Việt Nam Cộng hòa hãng Catinat Foncier mua lại và cho phá tòa nhà cũ đi để xây cất doanh sở thương mại mới. Vì không đủ vốn nên Catinat Foncier cho góp vốn, trong số đó có hãng hàng không Air France và cả Giáo hội Công giáo Việt Nam. Nhân khi đó Air France vừa mới mua được một đoàn máy bay phản lực Caravelle của xưởng sản xuất Sud Aviation nên đã sốt sắng đề nghị dùng tên "Caravelle" để gọi tòa nhà này. Người thiết kế là kiến trúc sư Nguyễn Văn Hoa.
Sau năm 1975, khách sạn bị trưng thu làm khách sạn quốc doanh dưới tên Khách sạn Độc Lập (Independence) thuộc Tổng công tu du lịch Thành phố Hồ Chí Minh. Năm 1992 dưới một hợp đồng liên doanh với Chains International Hotels Management Singapore Pte. Ltd, khách sạn chuyển cho Chains-Caravelle và tên "Caravelle" được phục hồi. Ban quản lý mới đề nghị phá tòa nhà cũ, xây lại mới nhưng Giáo hội Công giáo Việt Nam - với tư cách là một cổ đông lớn - phản đối và xin chính quyền hoàn lại cơ sở này cho Giáo hội nếu phá hủy công trình cũ. Kết cục việc xây cất cao ốc 24 tầng mới được thực hiện (hoàn tất 1997) nhưng tòa nhà năm 1959 vẫn giữ nguyên.